# Bougival
Bougival és un municipi francès, situat al departament d'Yvelines i a la regió de Illa de França. L'any 2007 tenia 8.416 habitants.
Forma part del cantó de Le Chesnay i del districte de Versalles. I des del 2002 de la Comunitat d'aglomeració Versailles Grand Parc.

## Demografia

### Població
El 2007 la població de fet de Bougival era de 8.416 persones. Hi havia 3.345 famílies, de les quals 985 eren unipersonals (388 homes vivint sols i 597 dones vivint soles), 824 parelles sense fills, 1.184 parelles amb fills i 352 famílies monoparentals amb fills.
La població ha evolucionat segons el següent gràfic:
Habitants censats

### Habitatges
El 2007 hi havia 3.790 habitatges, 3.420 eren l'habitatge principal de la família, 86 eren segones residències i 284 estaven desocupats. 1.109 eren cases i 2.651 eren apartaments. Dels 3.420 habitatges principals, 2.158 estaven ocupats pels seus propietaris, 1.165 estaven llogats i ocupats pels llogaters i 97 estaven cedits a títol gratuït; 161 tenien una cambra, 359 en tenien dues, 954 en tenien tres, 874 en tenien quatre i 1.072 en tenien cinc o més. 2.469 habitatges disposaven pel capbaix d'una plaça de pàrquing. A 1.717 habitatges hi havia un automòbil i a 1.310 n'hi havia dos o més.

### Piràmide de població
La piràmide de població per edats i sexe el 2009 era:
| Homes | Edats   | Dones |
| ----- | ------- | ----- |
| 0     | 95 o +  | 20    |
| 16    | 90 a 94 | 20    |
| 24    | 85 a 89 | 28    |
| 48    | 80 a 84 | 76    |
| 80    | 75 a 79 | 100   |
| 116   | 70 a 74 | 152   |
| 176   | 65 a 69 | 184   |
| 152   | 60 a 64 | 220   |
| 248   | 55 a 59 | 276   |
| 272   | 50 a 54 | 316   |
| 280   | 45 a 49 | 308   |
| 328   | 40 a 44 | 280   |
| 284   | 35 a 39 | 296   |
| 456   | 30 a 34 | 464   |
| 284   | 25 a 29 | 352   |
| 193   | 20 a 24 | 216   |
| 265   | 15 a 19 | 216   |
| 228   | 10 a 14 | 276   |
| 340   | 5 a 9   | 276   |
| 252   | 0 a 4   | 308   |

## Economia
El 2007 la població en edat de treballar era de 5.477 persones, 4.195 eren actives i 1.282 eren inactives. De les 4.195 persones actives 3.914 estaven ocupades (2.022 homes i 1.892 dones) i 281 estaven aturades (131 homes i 150 dones). De les 1.282 persones inactives 313 estaven jubilades, 584 estaven estudiant i 385 estaven classificades com a «altres inactius».

### Ingressos
El 2009 a Bougival hi havia 3.466 unitats fiscals que integraven 8.645,5 persones, la mediana anual d'ingressos fiscals per persona era de 29.946 €.

### Activitats econòmiques
Dels 488 establiments que hi havia el 2007, 2 eren d'empreses extractives, 4 d'empreses alimentàries, 2 d'empreses de fabricació de material elèctric, 16 d'empreses de fabricació d'altres productes industrials, 34 d'empreses de construcció, 87 d'empreses de comerç i reparació d'automòbils, 16 d'empreses de transport, 33 d'empreses d'hostatgeria i restauració, 20 d'empreses d'informació i comunicació, 24 d'empreses financeres, 30 d'empreses immobiliàries, 138 d'empreses de serveis, 48 d'entitats de l'administració pública i 34 d'empreses classificades com a «altres activitats de serveis».
Dels 94 establiments de servei als particulars que hi havia el 2009, 1 era una oficina de correu, 5 oficines bancàries, 5 tallers de reparació d'automòbils i de material agrícola, 1 taller d'inspecció tècnica de vehicles, 1 autoescola, 8 paletes, 6 guixaires pintors, 5 fusteries, 4 lampisteries, 4 electricistes, 2 empreses de construcció, 7 perruqueries, 1 veterinari, 20 restaurants, 16 agències immobiliàries, 3 tintoreries i 5 salons de bellesa.
Dels 25 establiments comercials que hi havia el 2009, 1 era una gran superfície de material de bricolatge, 5 botiges de menys de 120 m², 2 fleques, 2 carnisseries, 2 llibreries, 4 botigues de roba, 2 botigues d'equipament de la llar, 1 una botiga d'equipament de la llar, 3 botigues de mobles, 1 un drogueria i 2 floristeries.

## Equipaments sanitaris i escolars
Els 4 equipaments sanitaris que hi havia el 2009 eren farmàcies.
El 2009 hi havia 2 escoles maternals i 4 escoles elementals. Bougival disposava d'un col·legi d'educació secundària amb 255 alumnes.

## Poblacions més properes
El següent diagrama mostra les poblacions més properes.